# Didemnum molle
Didemnum molle is een zakpijpensoort uit de familie van de Didemnidae. De wetenschappelijke naam van de soort werd in 1886, als Diplosomoides molle, voor het eerst geldig gepubliceerd door Herdmann.

## Beschrijving
Een kolonie van Didemnum molle bestaat uit een aantal gekoppelde zoïden die aan het substraat zijn vastgehecht. Iedere zoïde heeft een urnvormig lichaam met een diameter tot 10 cm. De mantel (lichaamswand) is gemaakt van een cellulose-achtige substantie die sterk maar flexibel is. Deze is geperforeerd door talrijke kleine gaatjes, de buccale sifo's, waardoor water in het lichaam wordt gezogen. Aan de bovenkant van het lichaam bevindt zich de grote atriale sifo waardoor het water naar buiten stroomt. De mantel wordt versterkt door de aanwezigheid van vele bolvormige kalkspikels die vooral rond de hals van de mantel zijn geconcentreerd. 
De kolonie is wit, bruin of groen, of een combinatie van deze kleuren. Deze tint is te wijten aan de symbiotische blauwgroene algen van het Prochloron-geslacht die in de weefsels aanwezig is. De mantel bevat mycosporins die ultraviolette straling filteren en de symbiotische cyanobacteriën beschermen tegen schade door fel zonlicht. In ondiep water zijn de kolonies klein, is de kleur intenser en zijn er meer spikels aanwezig waardoor het buitenoppervlak helderwit is. Op grotere diepte zijn de kolonies groter, zijn er minder spikels en is de kleur meer grijzig of bruinachtig. De mantel scheidt grote hoeveelheden slijm af waardoor deze soort plakkerig aanvoelt. Deze soort lijkt in uiterlijk sterk op Atriolum robustum (vooral jonge kolonies), maar kan worden onderscheiden door de slijmafscheiding en het netwerk van kanalen die de thorax intern verbindt met de atriale sifo.

## Verspreiding en leefgebied
De soort komt voor in de Indische Oceaan, de westelijke Grote Oceaan en de Rode Zee, waar hij een algemene en wijdverspreide soort is. Hij groeit daar op rotsen of op dode koralen bij ondiep gelegen koraalriffen. Bij Nieuw-Caledonië wordt een donkergroene variant van de soort aangetroffen die op zand groeit.